# Tyler Matzek
Tyler Alexander Matzek (né le 19 octobre 1990 à Mission Viejo, Californie, États-Unis) est un lanceur gaucher des Ligues majeures de baseball jouant avec les Braves d'Atlanta.

## Carrière
Tyler Matzek est le choix de première ronde des Rockies du Colorado en 2009. Le jeune Matzek apparaît à deux reprises sur la liste annuelle des 100 meilleurs joueurs d'avenir dressée par Baseball America : au 23e rang en 2010 et en 32e place en 2011.
Il fait ses débuts dans le baseball majeur comme lanceur partant des Rockies face aux Braves d'Atlanta le 11 juin 2014 et remporte la victoire après une performance de 2 points accordés et 7 retraits sur des prises en 7 manches lancées.